# Давидово (Дзержинський район)
Давидово (рос. Давыдово) — присілок в Дзержинському районі Калузької області Російської Федерації.
Населення становить 27 осіб. Входить до складу муніципального утворення Присілок Сени.

## Історія
Від 2004 року входить до складу муніципального утворення Присілок Сени.

## Населення
| 2002 | 2010 |
| ---- | ---- |
| 32   | ↘27  |